# Asa Arthur Schaeffer
Asa Arthur Schaeffer (geboren am 9. Mai 1883 in Kunklestone, Pennsylvania; gestorben am 19. Dezember 1980 in Philadelphia) war ein amerikanischer Protozoologe, dessen Forschungsschwerpunkt auf der Erforschung der Taxonomie und des Verhaltens von Amöben lag.

## Biographie
Asa Arthur Schaeffer wurde 1883 als Sohn einer Familie geboren, die den Pennsylvania Dutch entstammten, und wurde in der Tradition seiner Ahnen erzogen. Seine Ausbildung erfolgte am  Franklin and Marshall College in Lancaster, wo er 1904 seinen Abschluss machte. 1908, gerade verheiratet, nahm Schaeffer ein Stipendium für ein aufbauendes Zoologiestudium an der Johns Hopkins University in Baltimore an, wo er auch lehrte und als Forschungsassistent tätig war. Im Jahr 1912 wurde er für seine Arbeiten zum Ernährungsverhalten von Stentor coeruleua und verschiedener Amöbenarten promoviert.
Nach Abschluss seiner Doktorarbeit ging Schaeffer als Post-Doktorand an die University of Tennessee und wurde dort 1917 Professor; auch hier stand das Verhalten von Amöben immer im Fokus seiner Arbeit, wobei er etliche neue Arten beschrieb und ein paar grundlegende Fragen zur Bewegung der Einzeller auf unterschiedlichen Oberflächen sowie zum Ernährungsverhalten klären konnte. 1923 verließ er Tennessee als Protest gegen den aufkeimenden Streit zwischen fundamentalreligiösen Ansichten und den wissenschaftlichen Ansichten zur Evolution.
Zwischen 1923 und 1924 lehrte Schaffer am Clark College in Atlanta, Georgia, und ging danach an das Department of Zoology der University of Kansas von 1924 bis 1931. Von 1924 bis 1927 war er hier Herausgeber des Journal of Morphology. 1931 ging er zurück nach Pennsylvania und nahm eine Professur für Biologie sowie den Vorsitz des biologischen Institutes an der Temple University in Philadelphia an. Hier blieb er bis zu seiner Emeritierung 1953, war danach allerdings noch etliche Jahre in der Forschung und Lehre aktiv.

## Ehrungen
Als namhafter Wissenschaftler im Bereich der Protozoologie erhielt Schaeffer 1950 die Ehrendoktorwürde des Franklin and Marshall College, an dem er sein Studium begonnen hatte. 1978 wurde er zudem Ehrenmitglied zum 100-jährigen Bestehen der American Microscopical Society.

## Werke
Asa Arthur Schaeffer veröffentlichte während seines aktiven Berufsleben und auch danach zahlreiche Artikel in Fachzeitschriften über die Taxonomie, die Morphologie und das Verhalten von Einzellern, vor allem von Amöben. Neben diesen erschienen zwei Monographien, die bis heute als Klassiker der Protozoologie gelten. Folgende Titel stellen eine repräsentative Auswahl dar:
- On the reactions of Amoeba to light and the effect of light on feeding. Biological Bulletin 32, 1917; Seiten 45–74   (PDF)
- Ameboid Movement. Princeton University Press, Princeton 1920
- The Taxonomy of the Amebas, with the description of thirty-nine new marine and freshwater species. erschienen als Monographie in Carnegie Inst. Wash. Papers Dept. Mar. Biol. 24, 1926; Seiten 1–116